# François-Joseph Bressani
Pour les articles homonymes, voir Bressani.
François-Joseph Bressani aussi nommé Francesco Giuseppe (1612-1672) est un jésuite et un missionnaire de la Nouvelle-France. 

## Biographie
Né à Rome, il entre dans la compagnie de Jésus à l'âge de 15 ans. Dès 1628, il demande au père Général Vitelleschi d'aller en mission, mais ce dernier refuse. François Joseph Bressani étudie alors la philosophie au collège Romain en 1628, puis devient professeur de 5e en 1630, et de 3e en 1631. Il enseigne les mathématiques, la philosophie et la littérature. Pour compléter sa formation, il étudie la théologie dans le prestigieux collège de Clermont à Paris en 1638, ce qui lui donne aussi l'occasion d'apprendre la langue française. Il part finalement pour le Canada en 1642, chargé d'instruire les Français de Québec. Le 27 avril 1644, il part des Trois-Rivières pour une nouvelle mission, celle des Hurons, mais est surpris par les Iroquois, qui le font prisonnier à quelque distance des Trois-Rivières, entre la Rivière du Loup (Mauricie) et Yamachiche. Amené captif dans leur pays, il y endure alors tous les tourments du martyre, il est réduit à l'esclavage, avant d'être vendu aux Hollandais pour deux cent cinquante francs. Il correspond avec le père Général par trois lettres pour raconter sa captivité.
Redevenu libre le 19 août suivant, il s'embarque pour la France où il arrive le 15 novembre, et se rend à Rome où il est reçu comme un apôtre par le pape Innocent X qui demande par dévotion de baiser les cicatrices des plaies que le missionnaire a reçues pour Jésus-Christ. Il lui permet de célébrer la messe, bien que les premières phalanges de ses doigts aient été brûlées, jugeant que celui qui avait été mutilé pour la publication de l'évangile, ne devait pas être privé du saint-sacrifice.
Le père Bressani vient reprendre ses travaux apostoliques en Canada dès l'année 1645. Il participe alors au processus de paix établi entre Hurons et Iroquois, et participe aux conversions. Il se voit attribuer des missions importantes : il doit par exemple à deux reprises plaider la cause de la mission à Québec en 1648 et 1649 car celle-ci est en danger à cause des Iroquois. Il fait face aux Iroquois avec 250 Hurons lors du retour de Québec, et, selon Marie de l'Incarnation, participa à la victoire par ses encouragements et ordres donnés à ses compagnons. Lui fut confiée aussi la responsabilité de l'accueil de nouveaux missionnaires et de l'enseignement du Huron.   
De retour en France en 1650, il fut un prédicateur écouté à la fin de sa vie, prêchant notamment à Bologne et en Vénétie en 1656-57, à Modène en 1658, en province Romaine en 1659, à Mantoue en 1661, à Rome en 1666, à Florence en 1667 et à Naples en 1668. Ces prédications sont écoutées par des cardinaux. Il meurt à Florence le 9 septembre 1672.

## Œuvre du père Bressani

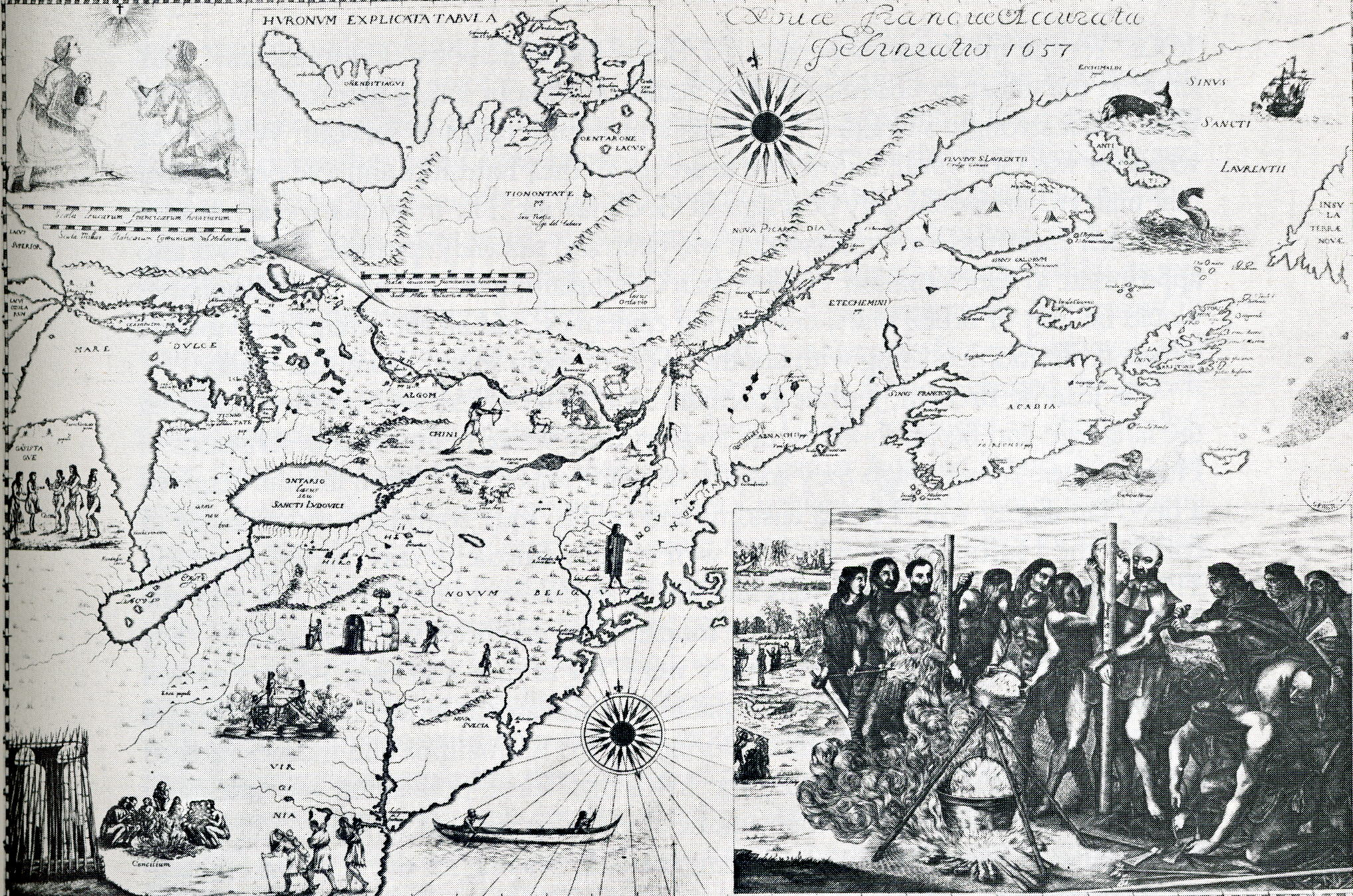
Novae Franciae accurata delineatio, carte illustrée de 1657.

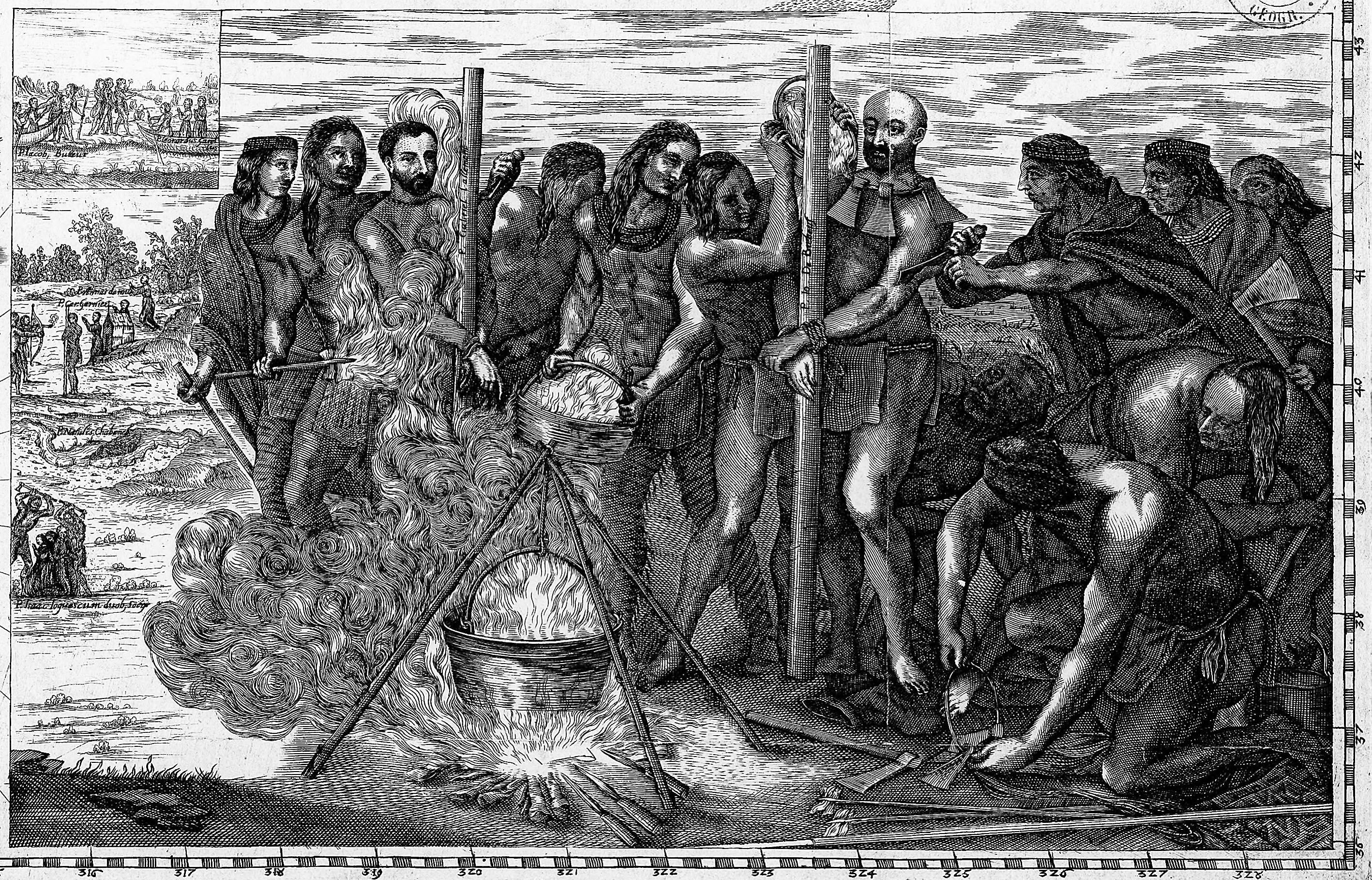
Carte Novae Franciae accurata delineatio (scène de martyre).

Il est notamment l'auteur de la Relation abrégée de quelques missions des pères de la Compagnie de Jésus dans la Nouvelle-France, parue en 1653 et traduite en français par le père Félix Martin en 1852. Cette relation est la première synthèse sur les missions en italien et la première synthèse sur la mission chez les Hurons. Elle s'inspire en partie des Relations annuelles des jésuites. Il y présente le milieu naturel, la faune et la flore, démontrant ses connaissances scientifiques. Il est aussi ethnologue par son observation des indigènes dans leurs coutumes, leur religion, leur mode de vie. Cette œuvre est aussi pour lui l'occasion de mettre en valeur la mission et ses dangers, notamment celui du martyre, qu'il met en valeur par sa propre expérience ainsi que celle de la mort en martyrs d'autres pères, comme Isaac Jogues. 
À cette œuvre s'ajoute une carte lui étant attribuée : Description soignée de la Nouvelle-France datée de 1657. Cette carte est un résumé iconographique de sa relation abrégée, composé d'une carte principale, d'un encadré plus précis sur la Huronie, et d'une multitude de dessins représentant des scènes de vie, des Indiens, des animaux et des scènes de martyre. Comportant deux roses des vents et deux échelles, elle montre l'étendue des capacités cartographiques et mathématiques de François-Joseph Bressani

## Hommages en toponymie
Le souvenir du Père Bressani est conservé dans la toponymie régionale :
- Bressani, canton au Québec ;
- Lac Bressani, lac dans le Nord-du-Québec.